# Гвоздков, Илья Павлович
Илья Павлович Гвоздков (1910—1941) — советский футболист, выступавший на позиции защитника.

## Биография
Гвоздков начал карьеру в московском клубе ЗИФ, где провёл пять сезонов. В сезоне 1936 года (осень) он перешёл в московскую «Казанку», которая со следующего сезона стала называться «Локомотивом».
Его новый клуб использовал тактическую схему «пять в линию», характерную для советского футбола в 1930-е, она предусматривала наличие на поле всего двух защитников. Гвоздков играл в паре с Иваном Андреевым, данный тандем большинство специалистов признавало лучшей парой в эпоху первых клубных чемпионатов СССР. Несмотря на чёткое игровое взаимодействие, они и на поле, и в жизни являли собой полные противоположности. Ссоры между ними в раздевалке были обычным явлением. Тренер «Локомотива» Михаил Сушков впоследствии признавался, что так и не смог их помирить.
Андреев был более темпераментным, Гвоздков, в свою очередь, был более рослый и широкий в плечах являл и при каждом удобном случае применял свою физическую силу.

«Илья Гвоздков, левый бек команды мастеров „Локомотива“, отличается большим спокойствием в игре. Его удары по мячу сильны и точны. Только изредка проявляемая грубость портит первоклассный стиль его игры. Гвоздков — несомненно растущий игрок. Уже сейчас он — один из лучших беков Союза.» — «Красный спорт».

Ведущий бомбардир «Локомотива» тех лет, Виктор Лавров, сравнивал Гвоздкова с Аполлоном и отдавал должное его мастерству в силовом единоборстве.
Внешне он даже казался несколько грузноватым, но при этом обладал такой дистанционной скоростью, что даже самым быстрым форвардам редко удавалось убежать от него. Главными же качествами Гвоздкова были исключительная смелость, самоотверженность в игре. Помню случаи, когда в критический момент он головой ухитрялся снять мяч с ноги приготовившегося нанести удар форварда. В победном финале 1936 г. при счёте 2:0 на наши ворота обрушился настоящий шквал атак тбилисского «Динамо». Однако Гвоздков, как и его партнер Андреев, были в тот день в ударе, лишь однажды выпустили Бориса Пайчадзе на ударную позицию.
В 1937 году Гвоздков сыграл два матча против сборной Басконии в рамках турне последней по СССР: за родной «Локомотив» и в качестве приглашённого игрока за «Динамо Киев». Против басков привыкшему к манере игры отечественных форвардов дуэту пришлось непросто:

«Мяч у ворот „Локомотива“. Гвоздков спокойно „прилаживается“. Вдруг из-за его спины Лангара достаёт мяч и с хода бьет чуть выше ворот». — стенограмма матча

Опыт игры против футболистов европейского класса заставил Гвоздкова быть осмотрительнее, и в начавшемся вскоре чемпионате защита «железнодорожников» вновь была одной из самых надёжных — меньше голов, чем «Локомотив», пропустил только «Спартак». Приход в клуб перспективного Ивана Станкевича разрушил связку двух противоположностей: то Андреев, то Гвоздков вынуждены были уступать место новичку. Они воссоединились в 1940 году после перехода Станкевича в «Динамо Москва».
В июне 1941 года Илья Гвоздков ушёл на фронт в одном из первых добровольческих отрядов и не вернулся — погиб в ходе Великой Отечественной войны.